# Irvin Yalom
Irvin David Yalom (ur. 13 czerwca 1931 w Waszyngtonie) – amerykański lekarz psychiatra i psychoterapeuta, profesor psychiatrii na Uniwersytecie Stanforda, jeden z głównych przedstawicieli terapii egzystencjalnej.

## Życiorys
Urodził się w rodzinie rosyjskich Żydów, którzy przybyli do USA po I wojnie światowej i prowadzili sklepik spożywczy w ubogiej dzielnicy Waszyngtonu. W 1952 uzyskał licencjat na George Washington University, a w 1956 stopień doktora medycyny w Szkole Medycznej Uniwersytetu Bostońskiego. W 1962 rozpoczął pracę na Uniwersytecie Stanforda, gdzie w 1973 został profesorem psychiatrii. W 1994 przeszedł na emeryturę.
Rozpoczął karierę pisarską w 1970. Jest jednym z pionierów psychoterapii grupowej.
Był żonaty z Marilyn Yalom (1932–2019), specjalistką w zakresie gender studies, pisarką, wykładowczynią Uniwersytetu Stanforda. Mieli czworo dzieci (Victor Yalom, Reid Yalom, Eve Yalom i Ben Yalom).

## Tłumaczenia książek na język polski
- Leżąc na kozetce (Tytuł i data oryginału: Lying on the Couch, 1996). Tłumacz: Justyna Kotlicka. Warszawa: Instytut Psychologii Zdrowia, 2004. ISBN 83-85452-85-0. Brak numerów stron w książce
- Kuracja według Schopenhauera (Tytuł i data oryginału: The Schopenhauer Cure, 2005). Tłumacz: Anna Tanalska-Dulęba. Warszawa: Instytut Psychologii Zdrowia, 2006. ISBN 83-85452-98-2. Brak numerów stron w książce
- Patrząc w słońce: jak przezwyciężyć grozę śmierci (Tytuł i data oryginału: Staring at the Sun: Overcoming the Terror of Death, 2008). Tłumacz: Anna Dodziuk. Warszawa: Instytut Psychologii Zdrowia, 2008. ISBN 978-83-60747-11-7. Brak numerów stron w książce
- Psychoterapia egzystencjalna (Tytuł i data oryginału: Existential Psychoterapy, 1980). Tłumacz: Anna Tanalska-Dulęba. Warszawa: Instytut Psychologii Zdrowia, 2008, seria: nauki społeczne. ISBN 978-83-60747-12-4. Brak numerów stron w książce
- Religia i psychiatria (Tytuł i data oryginału: Religion and Psychiatry, 2000). Tłumacz: Anna Tanalska-Dulęba. Warszawa: Wydawnictwo Paradygmat, 2009. ISBN 978-83-61269-00-7. Brak numerów stron w książce
- Z każdym dniem trochę bliżej: jedna terapia, dwie opowieści. (Tytuł i data oryginału: Every Day Gets a Little Closer: A Twice-told Therapy, 1974). Tłumacz: Anna Tanalska-Dulęba. Warszawa: Wydawnictwo Paradygmat, 2011. ISBN 978-83-61269-20-5. Brak numerów stron w książce
- Wzywam policję (Tytuł i data oryginału: I'm calling the police, 2005). Tłumacz: Karina Wieczorek. Warszawa: Wydawnictwo Zielone Drzewo, 2011. ISBN 978-83-60747-69-8. Brak numerów stron w książce
- Problem Spinozy (Tytuł i data oryginału: The Spinoza Problem, 2012). Tłumacz: Anna Dodziuk, Maja Lavergne. Warszawa: Wydawnictwo Zielone Drzewo, 2012. ISBN 978-83-60747-75-9. Brak numerów stron w książce
- Kiedy Nietzsche szlochał (Tytuł i data oryginału:  When Nietzsche Wept, 1992). Tłumacz: Anna Tanalska-Dulęba. Warszawa: Wydawnictwo Zielone Drzewo, 2012. ISBN 978-83-60747-52-0. Brak numerów stron w książce
- Kat miłości. Opowieści psychoterapeutyczne. (Tytuł i data oryginału:  Love Executioner and Other Tales of Psychotherapy, 1989). Tłumacz: Małgorzata Jałocho. Warszawa: Wydawnictwo Czarna Owca, 2014. ISBN 978-83-7554-979-9. Brak numerów stron w książce
- Mama i sens życia. Opowieści psychoterapeutyczne (Tytuł i data oryginału: Momma and The Meaning of Life, 1999). Tłumacz: Krzysztof Zielnicki. Warszawa: Wydawnictwo Czarna Owca, 2014, seria: nauki społeczne. ISBN 978-83-7554-978-2. Brak numerów stron w książce
- Stając się sobą. Pamiętnik psychiatry (Tytuł i data oryginału: Becoming Myself: A Psychiatrist's Memoir, 2017). Tłumacz: Paweł Luboński. Warszawa: Wydawnictwo Czarna Owca, 2018, seria: biografia. ISBN 978-83-801-5844-3. Brak numerów stron w książce
- Istoty ulotne (Tytuł i data oryginału: Creatures of a day, 2014). Tłumacz: Paweł Luboński. Warszawa: Wydawnictwo Czarna Owca, 2020, seria: Opowieści psychoterapeutyczne. ISBN 978-83-8143-595-6. Brak numerów stron w książce, Wydanie II
- Sprawa śmierci i życia (Tytuł i data oryginału: A Matter of Death and Life, 2021, pamiętnik napisany wraz z Marilyn Yalom). Tłumacz: Tomasz Wyżyński. Warszawa: Wydawnictwo Czarna Owca, 2022. ISBN 978-83-8252-022-4. Brak numerów stron w książce